# Гірські хвойні ліси Саян
Гірські хвойні ліси Саян (WWF ID:PA0519) — екорегіон, що охоплює середній рівень висот Саянських гір, обмежений тайгою Сибіру, на півночі та степами Монголії на півдні. Схили гір на середніх висотах покриті хвойним лісом. Екорегіон знаходиться в екологічній зоні Палеарктики. Площа екорегіону — 35 741 835 км².

## Розташування та опис
Екорегіон простягається приблизно на 2500 км від Кузнецького Алатау на захід, через західні і східні гірські хребти Саян до південно-східного берегу Байкалу. Екорегіон охоплює середньовисотні схили гір з нижньою межею від 600 до 900 метрів над рівнем моря (залежно від місцевих умов) та верхньою межею 1800 метрів. Цей екорегіон має вельми високе біорізноманіття.

## Клімат
Через його висоту і відстань від океану, екорегіон має континентальний субарктичний клімат (класифікація кліматів Кеппена Dfc), який характеризується коротким, прохолодним літом, і дуже холодною, довгою зимою з великою різницею між денними та нічними температурами. На цей регіон також сильно впливає високий барометричний тиск над Монголією. Алтайські гори на заході від екорегіону перехоплюють вологі вітри із заходу; відповідно, більші опади на західних схилах, ніж на східних.

## Флора і фауна
Лісовий пояс середньої висоти можна розділити на три підзони. Найвища над рівнем моря: тайга де домінує Larix sibirica, з помітною домішкою кущів і трав. Середня: (900 метрів — 1400 метрів), де домінують Abies sibirica, Pinus sibirica, Picea obovata. Нижня (від 600 метрів до 900 метрів) має ті самі дерева, що і середня підзона, але з більшою домішкою чагарників та трав. В екорегіоні зареєстровано понад 800 видів флори.

## Заповідники
- Алтайський заповідник
- Байкальський заповідник
- Хакаський заповідник[en]
- Кузнецький Алатау (заповідник)[en]
- Саяно-Шушенський біосферний заповідник
- Шорський національний парк
- Шушенський бор[en]
- Тункінський національний парк
- Убсунурська котловина (заповідник)